# سياحة مسيحية

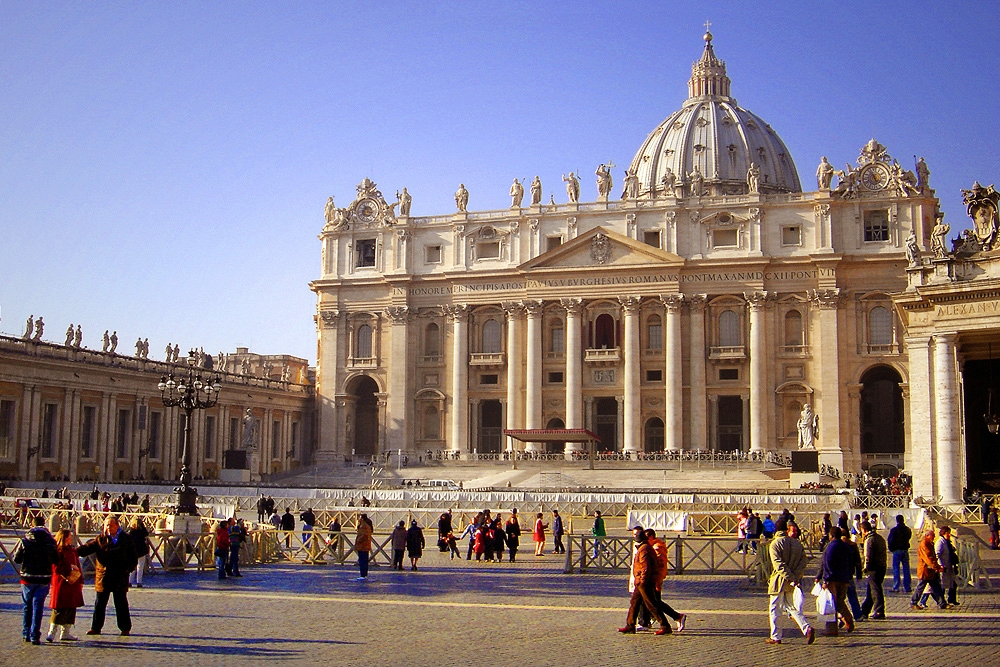
كنيسة القديس بطرس في الفاتيكان وهي من وجهات السياحة المسيحية الأكثر شعبية.

السياحة المسيحية هي فرع من السياحة الدينية والتي تتجه نحو المسيحيين. باعتبارها واحدة من أكبر فروع السياحة الدينية، حيث يقدر نحو سبعة في المئة من المسيحيين، أي حوالي 150 مليون مسيحي في العالم يقومون بشعائر دينية من حج أو زيارة مراقد المواقع المسيحية المقدسة كل عام.

## تعريف

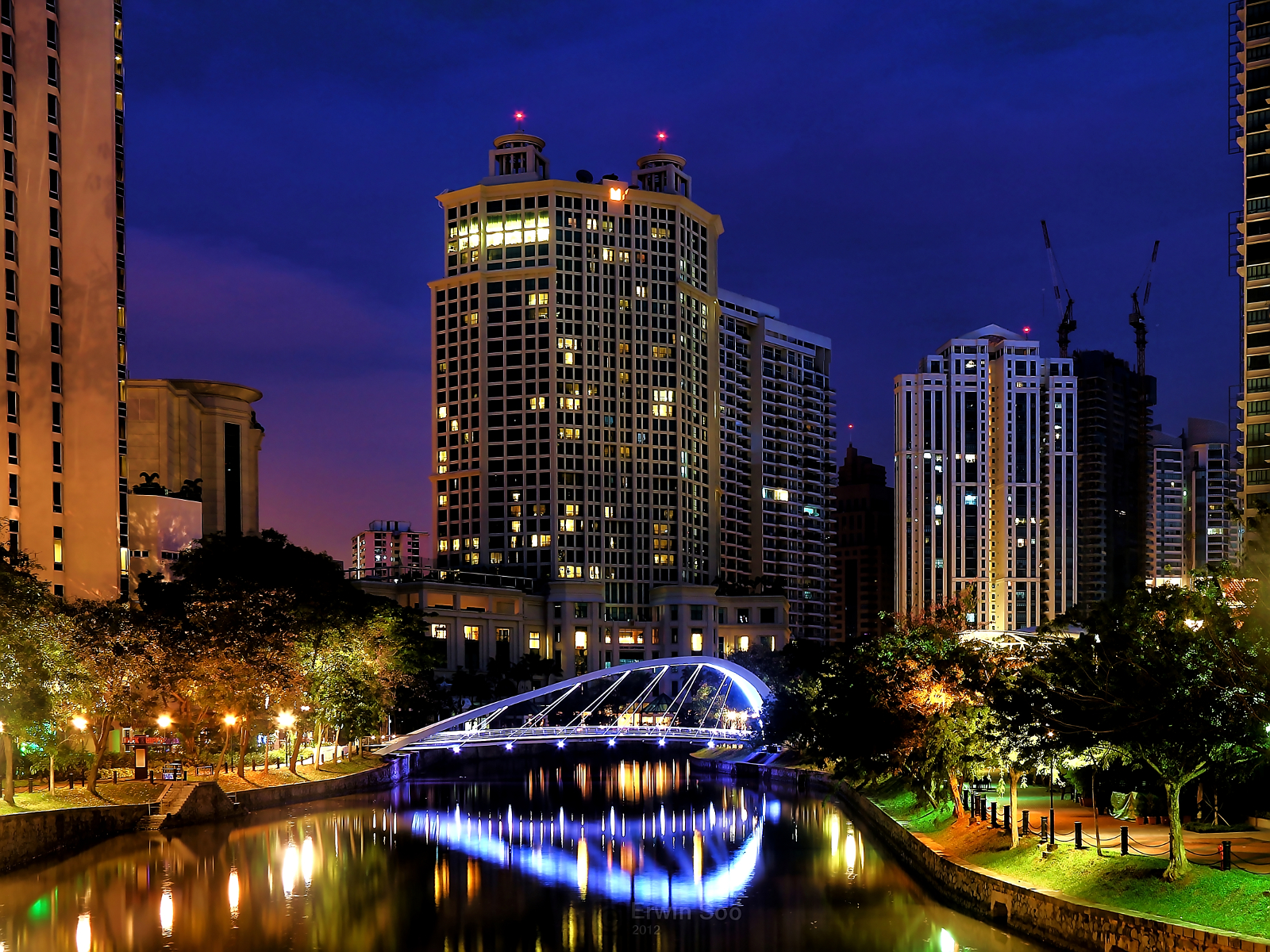
فندق العائلة المقدسة، أقامت الكنيسة مضافات لرعاية وإستقبال الحجاج المسيحيين.

السياحة المسيحية تشير إلى فرع صناعة السياحة التي تتضمن السفر المسيحي، السياحة والضيافة. في السنوات الأخيرة نمى فرع السياحة المسيحية لتشمل ليس فقط سياحة المسيحيين بشكل فردي أو في مجموعات من الحجاج والسفريات التبشيرية، وتقيم مختلف الكنائس والمؤسسات المسيحية العائلية والشبابيَّة رحلات حج لزيارة المعالم المسيحية المختلفة في جميع أنحاء العالم أو من أجل تجمعات دينية مسيحية مثل احتفالات يوم الشبيبة العالمي.

## الحج المسيحي
الملايين من المسيحيين في كل عام يقدمون على الحج. وجهة الحج هي الأرض المقدسة وفقًا للمتعقدات المسيحية أو إسرائيل وفلسطين والأردن. ومن وجهات الحج الكاثوليكية الأكثر شعبية، الأضرحة المكرسة لظهورات السيدة العذراء مريم: مثل: كنيسة سيدة غوادالوبي في المكسيك، مزار سيدة فاطمة في البرتغال، ومزار سيدة لورد في فرنسا. فضلًا عن معقل الكاثوليكية وكنيسة القديس بطرس في الفاتيكان في روما، عاصمة الكنيسة الرومانية الكاثوليكية.

## إحصائيات

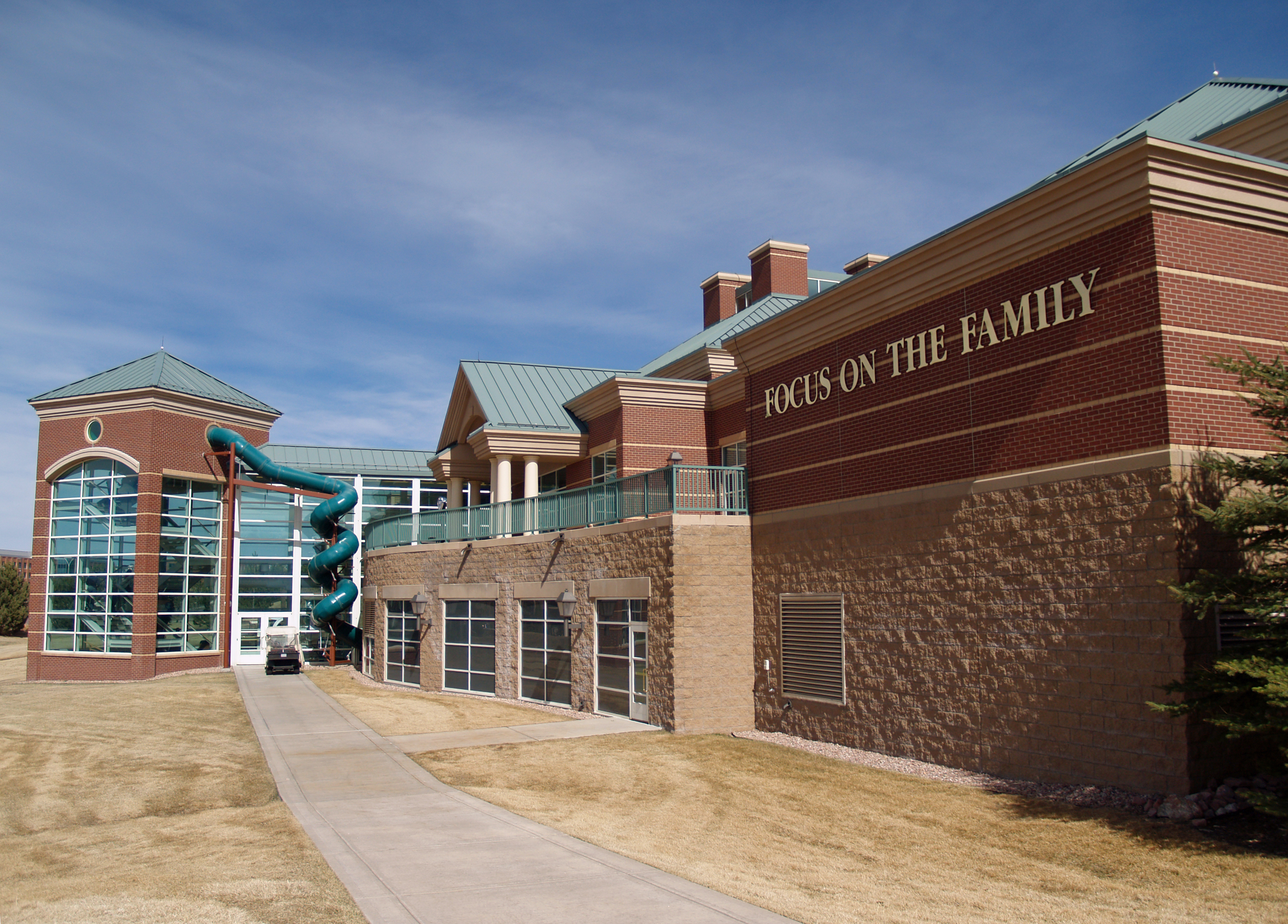
مركز ترحيب العائلة في الولايات المتحدة.

على الرغم من عدم وجود على أية دراسة دقيقة حول السيّاحة المسيحية، الا أن بعض قطاعات السياحة لديها احصائيات حول هذا الفرع من السياحة:
من مواقع الجذب السياحية الترفيهية المسيحية مسرح الصوت والبصر الذي يجذب 800,000 زائر سنويًا في حين تستقطب كل من تجربة الأراضي المقدسة ومركز ترحيب العائلة حوالي 250,000 شخص سنويًا. وتشمل معالم الجذب المسيحي متحف الخلق ومكتبة بيلي غراهام، وتستقطب كل منها على حد سواء 250,000 زائر كل عام كذلك.